# Shtreimel

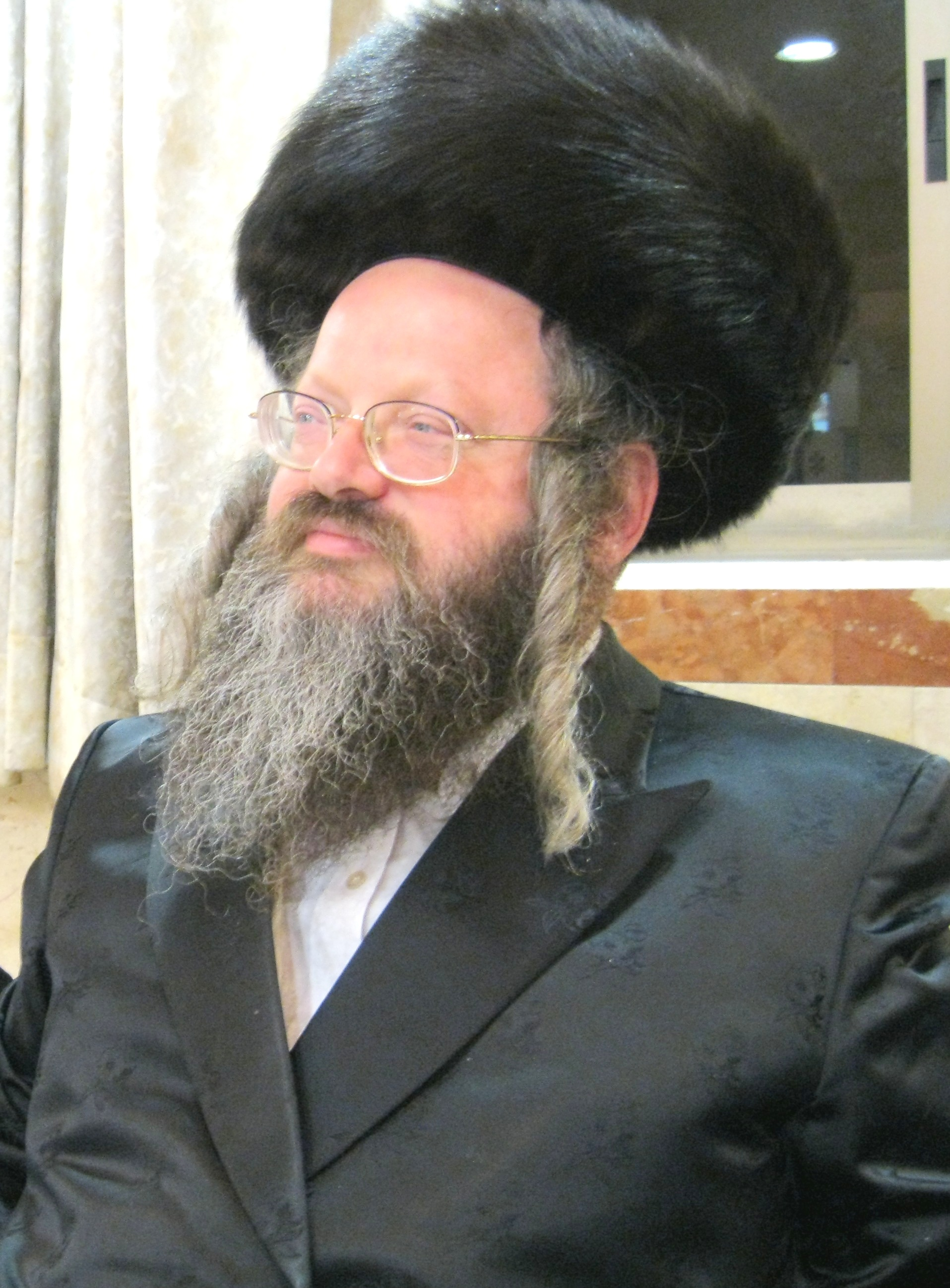
Người Do Thái truyền thống đội Mũ Nồi Lông

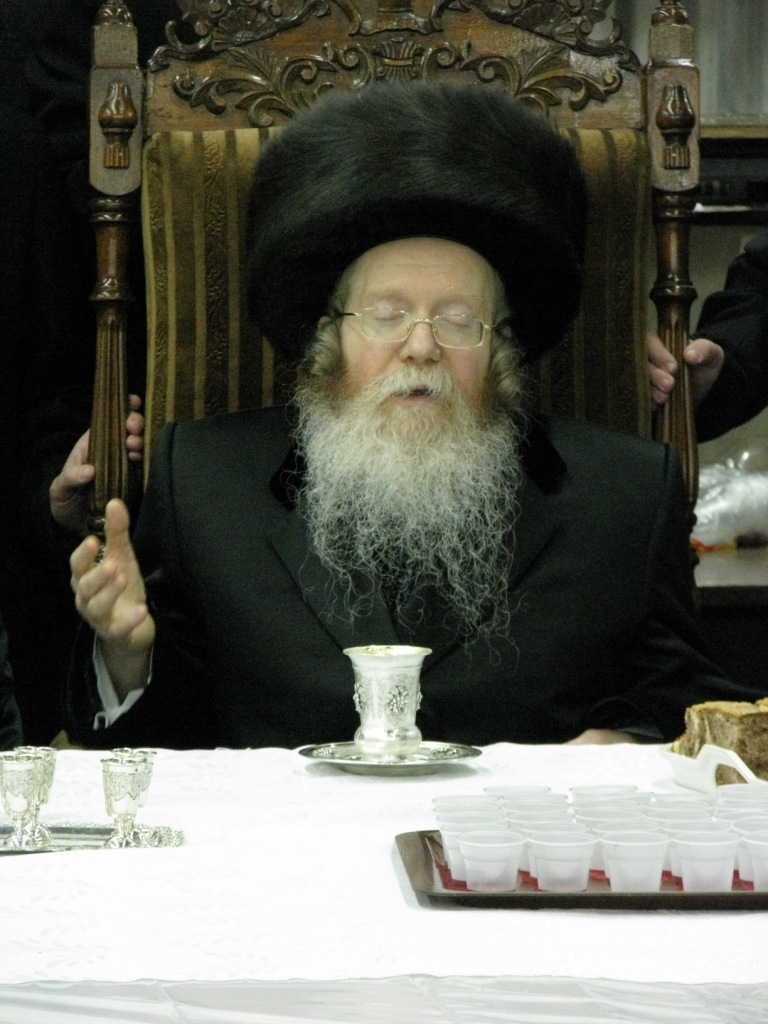
Người Do Thái sùng đạo đội Mũ Nồi Lông

Shtreimel (tiếng Yid: שטרײַמל, số nhiều שטרײַמלעך shtreimlech) (tạm gọi: mũ nồi lông) là mũ lông thú của những người đàn ông Do Thái truyền thống sùng đạo đã cưới vợ. Người Do Thái truyền thống đội Mũ Nồi Lông vào ngày Sa Bát (ngày thứ Bảy), các ngày lễ tết của đạo Do Thái giáo, và ngày lễ cưới trong cộng đồng Do Thái Chính Thống, và những ngày lễ khác.